# Космонавтика в България
Космонавтиката в България води началото си от космическите изследвания в страната, чиито върхове са полетите с български космонавти през 1979 и 1988 г.
Народна република България е единствената държава от членовете на международната програма „Интеркосмос“, която е изпратила 2 космонавти в Космоса на околоземна орбита. В подготовката активно участва и тогавашната Централна лаборатория за космически изследвания (днес Институт за космически изследвания и технологии) на Българската академия на науките.

## Изследвания
Координирани космически изследвания в България на практика започват от създадената (1969) Група по физика на космоса при Президиума на БАН, прераснала (1974) в Централна лаборатория за космически изследвания и преобразувана (1987) в Институт за космически изследвания, по-късно влят в Институт за космически и слънчево-земни изследвания. Дейността му понастоящем е наследена от Института за космически изследвания и технологии (ИКИТ) на БАН, създаден през 2010 г.
ИКИТ на БАН участва в изготвянето на апаратура и експерименти чрез космически летателни апарати (спътници, кораби, станции и др.) по редица програми и проекти.

## Космонавти

### Предистория
През август 1964 г., на прием на министъра на отбраната на СССР маршал Родион Малиновски, военният аташе при посолството на Народна република България генерал-лейтенант от авиацията Захари Захариев повдига въпроса за полет на българи в Космоса със съветски космически кораб. Той даже представя възможните 4 кандидати (летци от българските ВВС) за такъв полет: това са 3 братя Стаменкови (Стаменко, Карамфил и Евгений; техният 4-ти брат Крум тогава вече е в запаса и лети в селскостопанската авиация), и съпругът на тяхната сестра. През 1964 г. това обаче е невъзможно, Съветският съюз все още няма подходящ космически кораб за подобни полети.

### Първи набор
Мечтата за изпращане на космонавти става реалност през 1977 г., когато в рамките на програмата „Интеркосмос“ втората група (след първата: Чехословакия, Полша, ГДР) страни (състояща се от България, Куба, Монголия, Румъния, Унгария), изпраща своите кандидати за космонавти в съветския Център за подготовка на космонавти „Ю. А. Гагарин“.
Подборът за първия набор български космонавти започва през 1977 г. Всички кандидати са военни летци. Основното административно изискване кандидати да са завършили Военновъздушното училище „Георги Бенковски“ в периода между 1964 и 1972 г., което означава да имат пълно висше образование (училището го дава от 1964 г.) и поне 3 години летателен стаж.

Заявление подават стотици военни летци. Първият подбор е през лекарската комисия в България. Успешно преминалите се изпращат за обстойно изследване във Военно-медицинската академия в София, което продължава няколко седмици. Тъй като изискванията са твърде строги и кандидатите силно оредяват, се налага да се увеличи възрастовата граница. Така е сформирана първата предварителна група, състояща се от 15 души. Кандидатите в нея заемат длъжности от командир на ескадрила до заместник-командир на полк. Следва нов подбор, който съкращава кандидатите до 4 души:
- Александър Панайотов Александров
- Георги Любенов Йовчев
- Георги Иванов Какалов
- Иван Наков

Подбраните кандидати, в екип с началник-щаб на Националната комисия по програмата на Българска Космонавтика Йордан Миланов заминават за Москва. Съветските лекари откриват на Георги Йовчев сърдечен проблем и той отпада. Окончателно се решава, че двойката ще включва:
- Георги Иванов Какалов – основен кандидат,
- Александър Александров – дубльор.

Поради неприятното значение на руски на фамилното име Какалов на основния кандидат се решава за фамилия да бъде ползвано неговото бащино име Иванов.

### Втори набор
България получава втори шанс да изпрати космонавт на орбита през 1986 г., когато завърналият се от посещение в СССР министър на отбраната на НРБ армейски генерал Добри Джуров обявява, че е успял да уговори със съветските власти изпращане в Космоса на втори космонавт. Протокол за подготовката и провеждане на съвместен българо-съветски космически полет е подписан в Москва на 22 август 1986 г.

Решено е финансирането да се уреди чрез конструиране и производство на научно оборудване на стойност 7 милиона валутни лева (14 милиона долара по тогавашния курс), което да се предаде на СССР. Технологиите за това оборудване са предоставени безвъзмездно от СССР на НРБ. След щателен медицински подбор на повече от 300 летци от българските ВВС остават 10 кандидати, от които пристигналите в България съветски медици избират 4 души:
- Александър Александров
- Пламен Александров
- Красимир Стоянов
- Николай Райков

В Москва съветските лекари откриват проблеми на Пламен Александров и групата остава в състав от 3 души. Окончателно са избрани 2 кандидати:
- Александър Александров – основен кандидат,
- Красимир Стоянов – дубльор.